# گرد و غبار (فیلم ۲۰۰۵)
«گرد و غبار» (روسی: Пыль) یک فیلم است که در سال ۲۰۰۵ منتشر شد.